# 拉韋納 (紐約州)
拉韋納（英語：Ravena）是位於美國紐約州奧爾巴尼縣的村。

## 人口
根據2020年美國人口普查的數據，拉韋納的面積為3.82平方千米，當中陸地面積為3.80平方千米，而水域面積為0.01平方千米。當地共有人口3271人，而人口密度為每平方千米856人。